# Bradinopyga strachani
Bradinopyga strachani là một loài chuồn chuồn ngô thuộc họ Libellulidae. Nó được tìm thấy ở Cameroon, Cộng hòa Dân chủ Congo, Bờ Biển Ngà, Guinea Xích Đạo, Gambia, Ghana, Guinea, Kenya, Liberia, Nigeria, Sierra Leone, Sudan, Togo, Uganda, có thể cả Ethiopia, và có thể cả Tanzania. Môi trường sống tự nhiên của chúng là rừngs ẩm vùng đất thấp nhiệt đới hoặc cận nhiệt đới, xavan khô, xavan ẩm, vùng cây bụi khô khu vực nhiệt đới hoặc cận nhiệt đới, vùng cây bụi ẩm khu vực nhiệt đới hoặc cận nhiệt đới, và carxtơ nội địa.